# Pastuchov
Pastuchov este o comună slovacă, aflată în districtul Hlohovec din regiunea Trnava. Localitatea se află la altitudinea de 220 m deasupra n.m., se întinde pe o suprafață de 15,235 km2 și în 2017 număra 975 de locuitori. Se învecinează cu Dolné Trhovište, Nové Sady (okres Nitra), Lukáčovce, Kľačany și Hlohovec.

## Istoric
Localitatea Pastuchov este atestată documentar din 1275.

## Demografie
| An:                | 1994 | 2004   | 2014   | 2024   |
| ------------------ | ---- | ------ | ------ | ------ |
| Număr de persoane: | 961  | 982    | 970    | 934    |
| Diferență:         |      | +2,18% | −1,22% | −3,71% |

| An:                | 2023 | 2024   |
| ------------------ | ---- | ------ |
| Număr de persoane: | 948  | 934    |
| Diferență:         |      | −1,47% |